# Osselle-Routelle
Osselle-Routelle ist eine französische Gemeinde mit 956 Einwohnern (Stand: 1. Januar 2022) im Département Doubs in der Region Bourgogne-Franche-Comté. Sie gehört zum Arrondissement Besançon und ist Mitglied im Gemeindeverband Grand Besançon Métropole.
Die Gemeinde entstand durch ein Dekret vom 21. Dezember 2015 als Commune nouvelle mit Wirkung vom 1. Januar 2016 durch Zusammenlegung der bis dahin selbstständigen Gemeinden Osselle und Routelle, die fortan den Status als Communes déléguées besitzen. Der Verwaltungssitz befindet sich in Osselle.

## Gliederung
| Ortsteil                    | ehemaliger INSEE-Code | Fläche (km²) | Höhenlage (m) | Einwohnerzahl (2016) |
| --------------------------- | --------------------- | ------------ | ------------- | -------------------- |
| Osselle (Verwaltungssitz)00 | 25438                 | 7,68         | 214–384       | 451                  |
| Routelle                    | 25509                 | 3,06         | 212–358       | 501                  |

## Lage
Die Gemeinde Osselle-Routelle liegt am Fluss Doubs. Nachbargemeinden sind Saint-Vit im Nordwesten, Velesmes-Essarts im Norden, Torpes und Boussières im Osten, Abbans-Dessous im Südosten, Byans-sur-Doubs im Süden, Villars-Saint-Georges im Südwesten und Roset-Fluans im Westen.

## Sehenswürdigkeiten

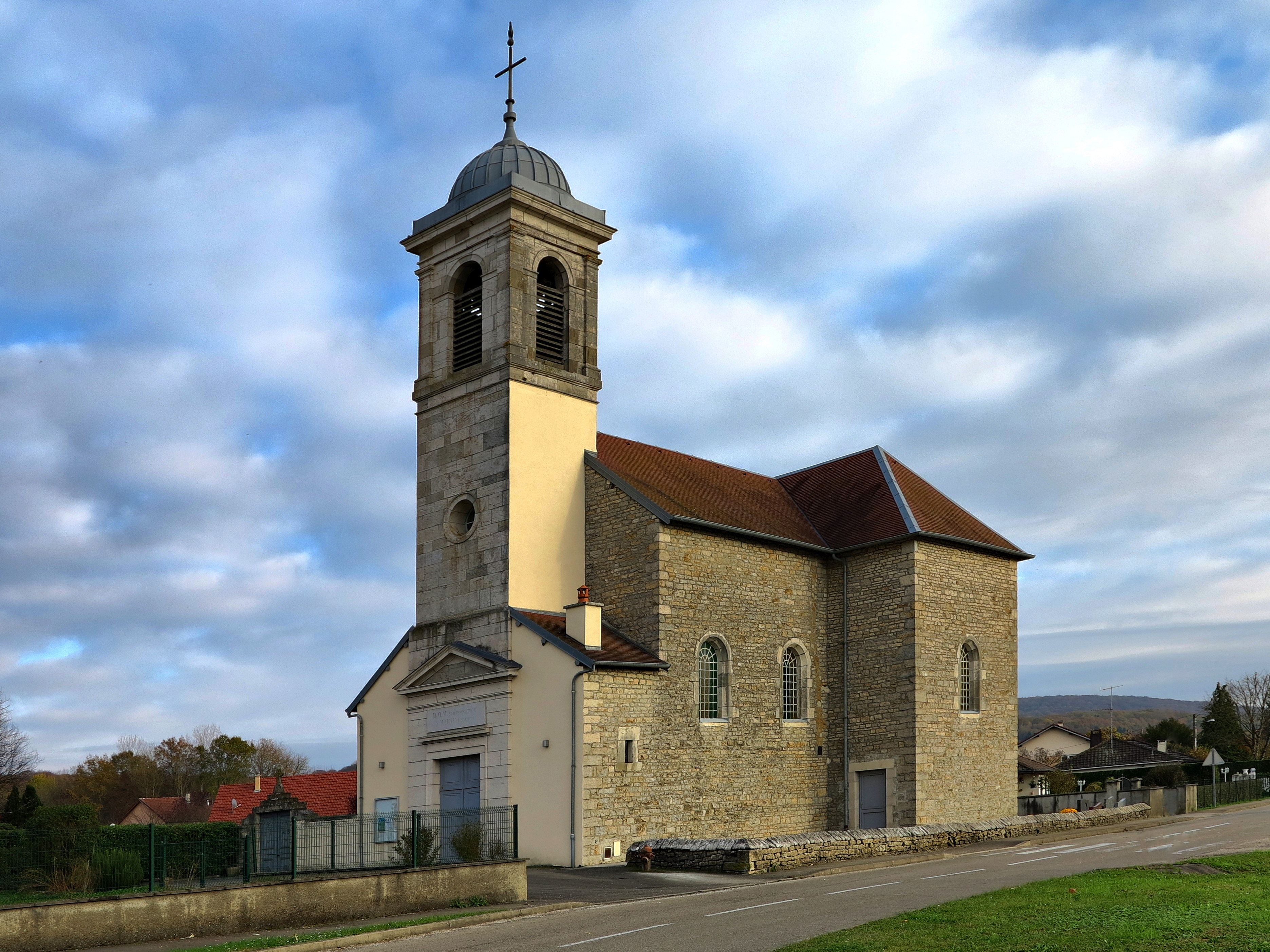
Die Kirche Saint Martin in Routelle